# Огородцы
Огоро́дцы — деревня в Куньинском районе Псковской области России. Входит в состав Назимовской волости.
Расположена в 24 км к северу от райцентра Кунья и в 3 км к северу от волостного центра Шейкино.
Численность населения деревни составляет 31 житель (2000 год).